# Shahr-e Bījār
Shahr-e Bījār (persiska: Shahr-e Bījār Rūdsarā, شهر بیجار) är en ort i Iran.   Den ligger i provinsen Gilan, i den nordvästra delen av landet, 220 km nordväst om huvudstaden Teheran. Shahr-e Bījār ligger 95 meter över havet och antalet invånare är 894.
Terrängen runt Shahr-e Bījār är huvudsakligen kuperad. Shahr-e Bījār ligger nere i en dal.Runt Shahr-e Bījār är det ganska glesbefolkat, med 45 invånare per kvadratkilometer. Närmaste större samhälle är Rostamābād, 18,4 km sydväst om Shahr-e Bījār. I omgivningarna runt Shahr-e Bījār växer i huvudsak blandskog.